# Track (GNSS)

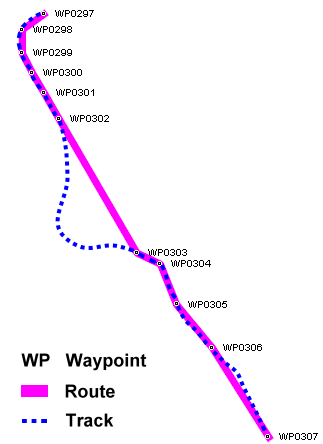
Waypoints, Route und Track

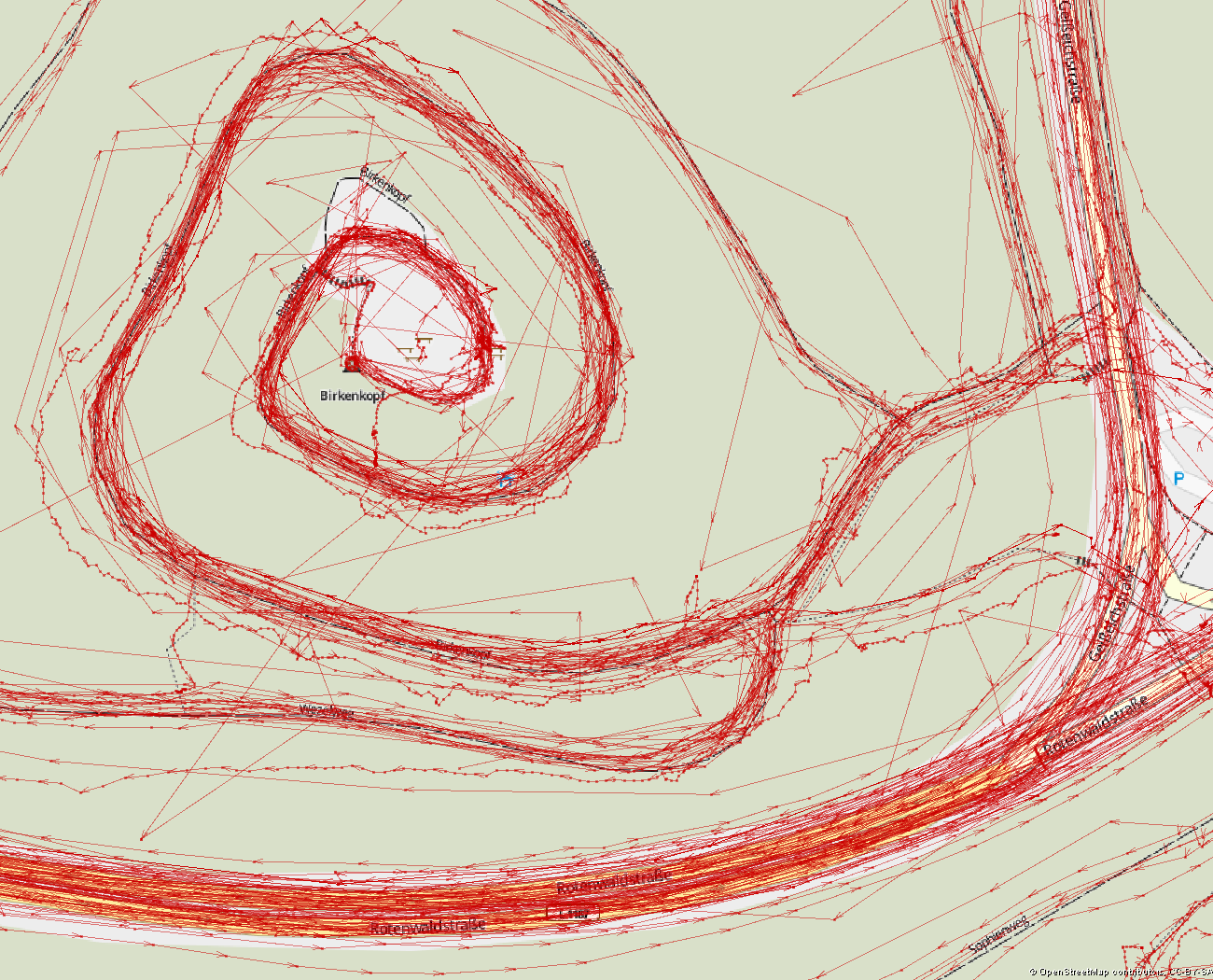
Unterschiedliche Genauigkeiten in einer Ansammlung von Tracks von OpenStreetMap

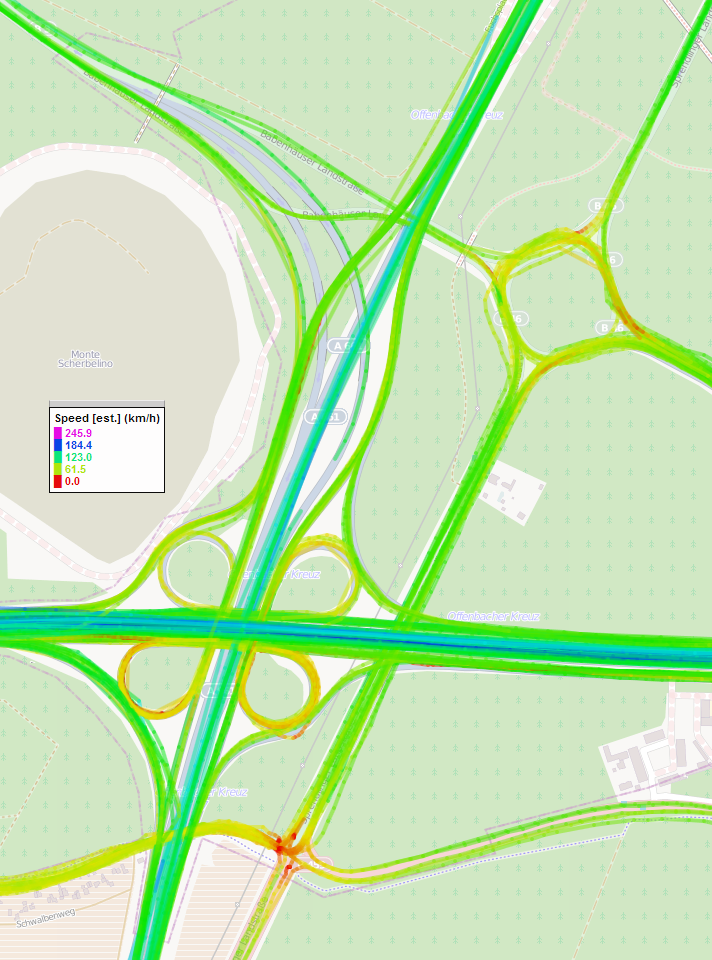
Tracks eingefärbt nach Geschwindigkeit

Ein Track (engl. track: zurückgelegter Weg oder dessen Spuren) ist eine geordnete Liste von Punkten mit Koordinaten, die eine Strecke beschreiben. Zur Veranschaulichung wird oft der Vergleich mit den Brotkrumen genannt, die Hänsel und Gretel verstreut haben, um ihren Weg zurückzufinden. Das Gegenstück zu einem Track ist die Route, die eine geplante Strecke darstellt und aus einer Abfolge von (meist) eigenständigen Wegpunkten besteht.

## Aufzeichnung
Ist ein Track aus einer Aufzeichnung mit einem GNSS-Empfänger wie GPS oder GLONASS entstanden, spricht man auch von Track Log (engl. für Protokoll, vgl. Logbuch). In diesem Fall enthält jede Koordinate zusätzlich Datum und Uhrzeit. Je nach verwendetem Aufzeichnungsgerät wird außerdem die Höhe, Temperatur, Wassertiefe und Wassertemperatur gespeichert. Üblicherweise werden die Punkte in kurzen zeitlichen Abständen aufgezeichnet, dabei können der Empfang und die Aufzeichnung auch auf zwei getrennten Geräten erfolgen, die per NMEA miteinander kommunizieren.
Mit dem Douglas-Peucker-Algorithmus können solche Tracks in der Nachbearbeitung auf die wesentlichen Punkte reduziert werden. Manche Geräte speichern bei Richtungsänderungen (also in Kurven) mehr Trackpunkte als auf geraden Abschnitten. So lässt sich die zurückgelegte Strecke detailgenau aufzeichnen und zugleich Speicherplatz sparen.

## Genauigkeit
Die Genauigkeit von aufgezeichneten Tracks ist begrenzt durch die Genauigkeit des Empfängers und das verwendete Aufzeichnungsintervall. Darüber hinaus glätten manche Geräte schnelle Richtungsänderungen, um „schönere“, von Rauschen befreite Tracks zu erhalten, und um ein permanentes Umherwandern der Position im Stillstand zu unterbinden. Ein weiterer Faktor ist die Verwendung von Koppelnavigation bei gestörtem Satellitenempfang.

## Darstellung
Bei der Darstellung von Tracks werden die einzelnen Punkte in der Regel mit geraden Linien verbunden, damit die Strecke auch dann erkennbar ist, wenn die Punkte weit auseinanderliegen. Das ist häufig der Fall, wenn ein Track nicht aufgezeichnet, sondern am Computer gezeichnet wurde. Prinzipiell ist die Darstellung mit oder ohne unterlegte Karte möglich.

## Datenformate
Tracks lassen sich in zahlreichen unterschiedlichen Datenformaten speichern. Zum Austausch ist GPX verbreitet, da es sehr viele Programme lesen und schreiben können. Auch das Google-eigene Format KML ist verbreitet. 
Im Flugsport werden Tracks im IGC Format gespeichert, welches zusätzlich eine digitale Signatur enthält, um Fälschungssicherheit zu gewährleisten.

## Verwendung
Tracks können sowohl zu privaten Zwecken als auch professionell eingesetzt werden. Beim Auswerten eines aufgezeichneten Tracks erhält man neben der zurückgelegten Strecke unter anderem auch das Geschwindigkeits- und das Höhenprofil.
Tracks dienen beispielsweise der Weitergabe einer schönen Fahrrad- oder Laufstrecke. Es gibt zahlreiche Websites, die dem Austausch von Tracks dienen. Ebenso werden mithilfe von Tracks Karten erstellt, insbesondere die kostenlose OpenStreetMap. Für Wettkämpfe im Flugsport wie dem Online-Contest oder dem Paragliding World Cup sind Track Logs Belege bezüglich der tatsächlich zurückgelegten Distanz respektive dem Umrunden von Bojen. Damit ersetzten die Track Logs die früher aufwändige Flugdokumentation und Auswertung von Fotografien. Zusätzlich bieten sich so anderen Piloten die Möglichkeiten die Flüge von Anderen nachzuvollziehen und so die eigene Flugtechnik zu verbessern.

## Weiterführende Literatur
- M. Bauder: GPS-Erfassung und GIS-Analyse individueller Personenmobilität. Freiburger Dokumentenserver, 2011. (Download)
- M. Bauder: Erfahrungen aus dem GPS-Tracking individueller Mobilität von Touristen. Konsequenzen für die Weiterentwicklung als neue humangeographische Methode. In: J. Strobl, Th Blaschke, G. Griesebner (Hrsg.): Angewandte Geoinformatik 2012. Beiträge zum 24. AGIT-Symposium Salzburg. Wichmann, 2012, S. 420–429.
- H.-J. Weber: Städtetourismus in Berlin: Möglichkeiten zur GPS-basierten Verortung touristischer Praktiken. In: A. Zehrer, A. Grabmüller (Hrsg.): Tourismus 2020+ interdisziplinär. ESV Verlag, 2012, S. 65–78.
- H.-J. Weber, T. Freytag: Ströme touristischer Mobilität in Berlin. Karten, gepostet 16. März 2012 via@internationale interdisziplinäre tourismuszeitschrift, 2012: http://www.viatourismreview.net/Carte1_DE.php
- H.-J. Weber: Die Paradoxie des Städtetourismus: zwischen Massentourismus und Individualität: Eine Studie zu touristischen Praktiken und Mobilität unter Verwendung von GPS- und Fragebogendaten sowie Reiseführerliteratur am Beispiel der Stadt Berlin. Mensch und Buch Verlag, Berlin 2012, ISBN 978-3-86387-261-8.
- H.-J. Weber, M. Bauder:  Neue Methoden der Mobilitätsanalyse: Die Verbindung von GPS-Tracking mit quantitativen und qualitativen Methoden im Kontext des Tourismus. In: Raumforschung und Raumordnung. 2013, Volume 71, Ausgabe 2, S. 99–113.